# Matthieu de Baschi
Mathieu Serafini de Baschi (ou Matteo de Bascio), né en 1495 à Molino di Basciode la commune de Pennabilli aujourd'hui en Émilie-Romagne, Italie, alors dans le duché d'Urbino, et mort à Venise le 6 août 1552, est le cofondateur et premier supérieur-général de l’ordre des Frères mineurs capucins, branche principale des Franciscains issue de la Réforme de l’Observance.

## Biographie
Il entra à l'âge de dix-sept ans dans l’ordre des Observants de Montefiorentino. En 1525, il était ordonné prêtre et missionnaire, affecté à la province réformée d’Ancône.
En quête d'une réforme visant à une plus stricte observance, comme presque tous les frères franciscains, il fit vœu en 1525, l'année du Jubilé, de mener une vie plus austère, et revêtit une bure analogue à celle de François d'Assise. Le pape Clément VII accéda à sa requête : il l'autorisa à prêcher en tous lieux et à se faire assister d'un compagnon. D'autres membres de l’Observance sollicitèrent de pouvoir suivre son apostolat, ce qui détermina le pape à promulguer la bulle Religionis zelus le 3 juillet 1528 : cela constituait une approbation canonique de la réforme, qui était placée nominalement sous l'autorité des Conventuels. Les frères franciscains adoptèrent officiellement le surnom de Capucins que leur avaient donné spontanément les fidèles. Ainsi, dans le décret pontifical, les adeptes de Bassi sont appelés indifféremment « Capucini », « Capuciati », « Capulati », et « Fratres de Observantiâ Capucinorum ».
En avril 1529, ces Capucins tinrent leur premier chapitre à Albacina, qui vit l’élection par acclamation de Matthieu comme vicaire-général et la rédaction de la règle, base de la réforme des franciscains ; mais le fondateur ne devait pas conserver son poste bien longtemps. À peine avait-il rencontré ses disciples que, mû par le désir de reprendre son apostolat et inquiet, sans doute, des difficultés qui menaçaient ses disciples, il démissionna. Dorénavant, il prit ses distances avec l'administration de l'ordre.
Il décida même, vers 1537, de rejoindre les Frères de l'Observance par peur de l’Inquisition. Et en effet, année après année, les censeurs obtinrent la proclamation de bulles papales contre la réforme des capucins.
Matthieu prêchait à travers l'Italie et une partie de l'Allemagne. Il mourut au cours d'une de ses missions à Venise, et on l'inhuma dans l'église de l'Observance de cette ville, San Francesco della Vigna, en présence d'un vaste concours de fidèles attirés par sa réputation de sainteté. Deux siècles plus tard, le père récollet Arthur du Moustier devait écrire à son sujet dans son Martyrologe Franciscain : « À Venise, le bienheureux Mathieu, confesseur et fondateur de la congrégation des Capucins, est mort. Ses jeûnes continuels, ses veilles et ses prières, son dénuement extrême et son zèle ardent pour le salut des âmes, enfin son extraordinaire sainteté et les miracles qu'il a prodigués rendent son souvenir glorieux. »

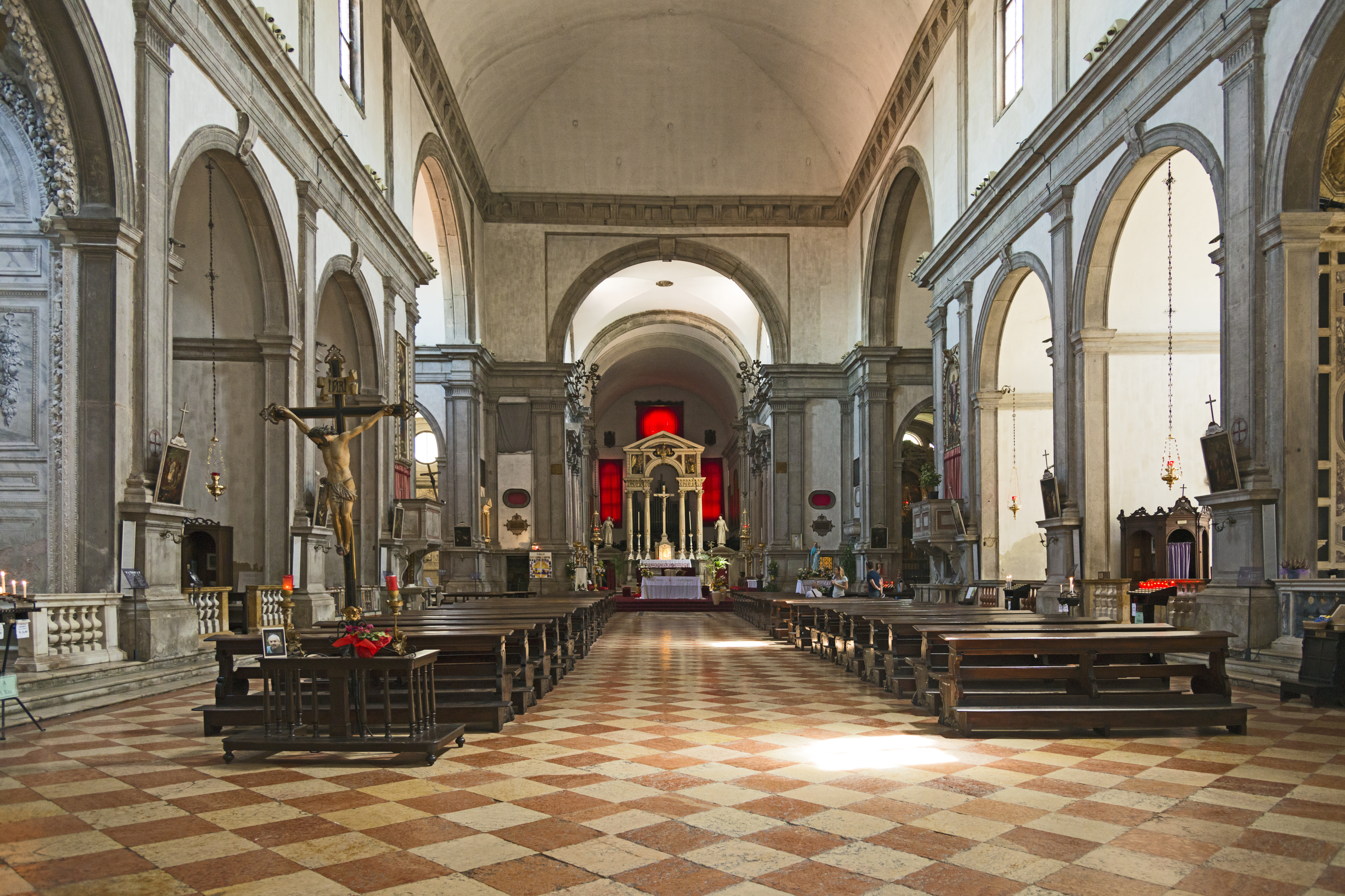
Église San Francesco della Vigna.

## Source
- Cet article est traduit d'un ouvrage tombé dans le domaine public : (en) Charles Herbermann, Catholic Encyclopedia, New York, Robert Appleton Co., 1913 (lire en ligne), « Matthew of Bassi »